# Filacciano
Filacciano est une commune italienne située dans la ville métropolitaine de Rome Capitale, dans la région Latium, en Italie centrale.

## Administration
| Période                                  | Période | Identité | Étiquette | Qualité |
| ---------------------------------------- | ------- | -------- | --------- | ------- |
|                                          |         |          |           |         |
| Les données manquantes sont à compléter. |         |          |           |         |

### Communes limitrophes
Forano, Nazzano, Poggio Mirteto, Ponzano Romano, Torrita Tiberina